# Charles-François-Xavier Müller
Pour les articles homonymes, voir Charles Müller et Müller.
Charles-François-Xavier Müller, né le 8 mai 1823 à Bœrsch où il est mort en avril 1898, est un journaliste, politologue et écrivain français.

## Biographie
Il débute comme journaliste à Strasbourg dans le journal L'Alsace. Il collabora à la Gazette de France, à La Nation, vint enfin à Laval prendre en 1844 la direction du Journal de la Mayenne, et fonda L'Indépendant de l'Ouest, dont le premier numéro parut le 1er janvier 1846.
C'est là, qu'ardent polémiste, écrivain distingué, il tint tête pendant seize ans à tous les adversaires de la légitimité. Il publiait en outre des pamphlets pleins de verve.
On chercha à le ruiner en procès. Souvent acquitté, quelquefois gratifié de mois de prison, il ne se découragea pas. Des dix-neuf poursuites judiciaires dont il fut l'objet, celle de 1847, fait suite à l'arrestation de Mme d'Hauteville et aux perquisitions faites à son Château de Hauteville en juillet 1847, Paul Boudet monta à la tribune de l'Assemblée nationale pour dénoncer les menées légitimistes dans les arrondissements de Laval et de Mayenne. Pressé par Théodore de Quatrebarbes de citer un fait, il répondit en disant qu'il n'était pas pourvoyeur des tribunaux. Cette accusation fut l'occasion d'une polémique violente menée contre lui par Charles-François-Xavier Müller dans le journal l'Indépendant. Il s'ensuivit un procèst, terminé par la condamnation de Charles-François-Xavier Müller à trois mois de prison, 1 500 francs d'amende et 5 000 francs de dommages et intérêts au profit de Paul Boudet, qui donna cette somme pour la fondation de l'école des sœurs de Louverné, où il avait sa maison de campagne.
Le 26 octobre 1862, Müller prenait congé de ses lecteurs mayennais, affirmant de nouveau ses convictions monarchiques, fondait en janvier 1865 La Liberté, en novembre 1871 l'Etoile d'Angers, et se retirait enfin à Bœrsch où il est mort chrétiennement en avril 1898.

## Publications
- Où est le mal ? question résolue. Paris : Ledoyen, 1839. In-8 ̊ , 22 p. ;
- Une alliance entre la France et l'Allemagne. Paris : Royer, 1841, 51 p. Cette brochure eut un certain retentissement. ;
- De l'avenir de la France Paris : Dentu, 1844. In-8 ̊ , 32 p. ;
- les Petits livre du peuple mayennais, Godbert, 1845  ;
- le P. Jean-Baptiste, paysan manceau, ex-maréchal de logis, ex-marguillier de sa paroisse, 1847 ;
- Projet de déclaration en faveur de la candidature de Louis Bonaparte, présenté par Charles Müller au Congrès de la droite. Laval : impr. de H. Godbert, 1848. In-fol. plano ;
- Frohsdorf, 1851 ;
- La Légitimité. Paris : Dentu, 1857. In-8 ̊ , 291 p. ;
- L'Appel au peuple, en faveur de la Papauté. Paris : Douniol, 1860. In-8 ̊ , 47 p. ;
- L'Empire et la Légitimité, publié le 15 mars 1864. Paris : E. Dentu, 1864. In-8 ̊ , 160 p. ;
- Nos frontières du Rhin. Paris : E. Dentu, 1868. In-8 ̊ , 159 p. ;
- Réforme électorale. Le vote à deux degrés substitué au vote direct pour l'élection des députés. Paris : impr. de A. Lainé, 1870. In-8 ̊ , 8 p. ;
- Pétition adressée à l'Assemblée nationale. (Signé : Charles Muller, 11 juin 1871.). Paris : impr. de A. Laîné, 1871. In-4 ̊ , 3 p.

## Source partielle
« Charles-François-Xavier Müller », dans Alphonse-Victor Angot et Ferdinand Gaugain, Dictionnaire historique, topographique et biographique de la Mayenne, Laval, A. Goupil, 1900-1910 [détail des éditions] (BNF 34106789, présentation en ligne)